# كريس موراي
كريس موراي (بالإنجليزية: Chris Murray)‏ (3 يناير 1985 في الولايات المتحدة - ) هو لاعب كرة قدم أمريكي في مركز الوسط. لعب مع Indiana Invaders ‏ وWilmington Hammerheads FC ‏.

## وصلات خارجية
- كريس موراي على موقع قاعدة بيانات كرة القدم.إي يو (الإنجليزية)